# Manuel Feliú
Manuel Feliú Justiniano (Santiago, 6 de noviembre de 1932) es un abogado, académico, empresario y dirigente gremial chileno, presidente de la Confederación de la Producción y del Comercio (CPC), la principal organización empresarial de su país, entre 1986 y 1990.

## Familia y estudios
Hijo del brigadier general de Ejército Manuel Feliú de la Rosa, se formó en el Liceo de Curicó, el Instituto de Humanidades Luis Campino de la capital y la Escuela Militar del Libertador Bernardo O'Higgins, también de Santiago.
Entre 1951 y 1956 estudió en la Facultad de Derecho de la Universidad de Chile, titulándose como abogado. Más tarde cursó un posgrado en Buenos Aires, Argentina, lo que le permitiría especializarse en derecho minero, área en donde desarrolló una larga trayectoria académica, como también lo hizo en el derecho civil.
Casado con la ciudadana argentina Mabel Giorello Benítez, es padre de seis hijos.

## Actividad profesional y gremial
Inició su actividad profesional en 1958, como socio del estudio jurídico Feliú y Manterola. En lo sucesivo se incorporaría activamente al negocio minero, en conjunto con sus amigos Jorge Manterola, también abogado, y Sergio Berger, ingeniero.
Desde la Asociación Minera del Norte pasó a la Sociedad Nacional de Minería (Sonami), entidad de la que llegaría a ser presidente entre 1980 y 1986. A este cargo volvería a aspirar sin suerte en 1998 (derrotado por Hernán Hochschild), 2010 y 2013 (ambas superado por Alberto Salas)
En 1986 asumió como presidente de la Confederación de la Producción y del Comercio, cargo en el que se desempeñó por dos periodos consecutivos, en los cuales le tocó enfrentar una etapa de grandes cambios a nivel político, a raíz de la salida del general Augusto Pinochet y el arribo a la Presidencia de la República del democratacristiano Patricio Aylwin. Del mismo modo, fue artífice, junto a Manuel Bustos como contraparte, del acuerdo marco firmado con los trabajadores en 1990.
También fue presidente de la Organización Latinoamericana de Minería (Olami).
En materia política, destaca su fallido intento por llegar al Senado en las elecciones parlamentarias de 1969, en representación del conservador Partido Nacional, y su nominación en 1993 como precandidato presidencial del partido Renovación Nacional, al cual, sin embargo, no pertenecía.

## Historia electoral

### Elecciones parlamentarias de 1969
- Elecciones parlamentarias de 1969, para la 1ª Agrupación Provincial, Tarapacá y Antofagasta.

| Candidato                    | Partido | Votos  | %     | Resultado |
| ---------------------------- | ------- | ------ | ----- | --------- |
| Juan Luis Maurás Novella     | PN      | 7021   | 5,41  |           |
| Manuel Feliú Justiniano      | PN      | 3044   | 2,35  |           |
| Victor Contreras Tapia       | PC      | 18 229 | 14,05 | Senador   |
| Luis Valente Rossi           | PC      | 25 620 | 19,75 | Senador   |
| Ramón Silva Ulloa            | USOPO   | 13 880 | 10,70 | Senador   |
| Jonás Gómez Gallo            | PR      | 10 684 | 8,24  |           |
| Hugo Calderón Campusano      | PR      | 2575   | 1,99  |           |
| Esteban Tomic Romero         | PR      | 186    | 0,14  |           |
| Eduardo Long Alessandri      | PS      | 1732   | 1,34  |           |
| Alejandro Soria Varas        | PS      | 2230   | 1,72  |           |
| Pedro Véliz Araya            | PS      | 321    | 0,25  |           |
| Arnoldo Wunkhaus Ried        | PS      | 579    | 0,45  |           |
| Bosco Parra Alderete         | PDC     | 5715   | 4,41  |           |
| Pedro Muga González          | PDC     | 3177   | 2,45  |           |
| Osvaldo Olguín Zapata        | PDC     | 7585   | 5,85  | Senador   |
| Santiago Gajardo Peillard    | PDC     | 5846   | 4,51  |           |
| Juan de Dios Carmona Peralta | PDC     | 16 856 | 13,00 | Senador   |